# Kostolište
Kostolište (slowakisch bis 1948 „Kiripolec“ – bis 1927 „Kiripolce“; deutsch selten Kirchenplatz, ungarisch Egyházhely – bis 1907 Kiripolc) ist eine Gemeinde im Okres Malacky innerhalb des Bratislavský kraj in der Slowakei.

## Geographie

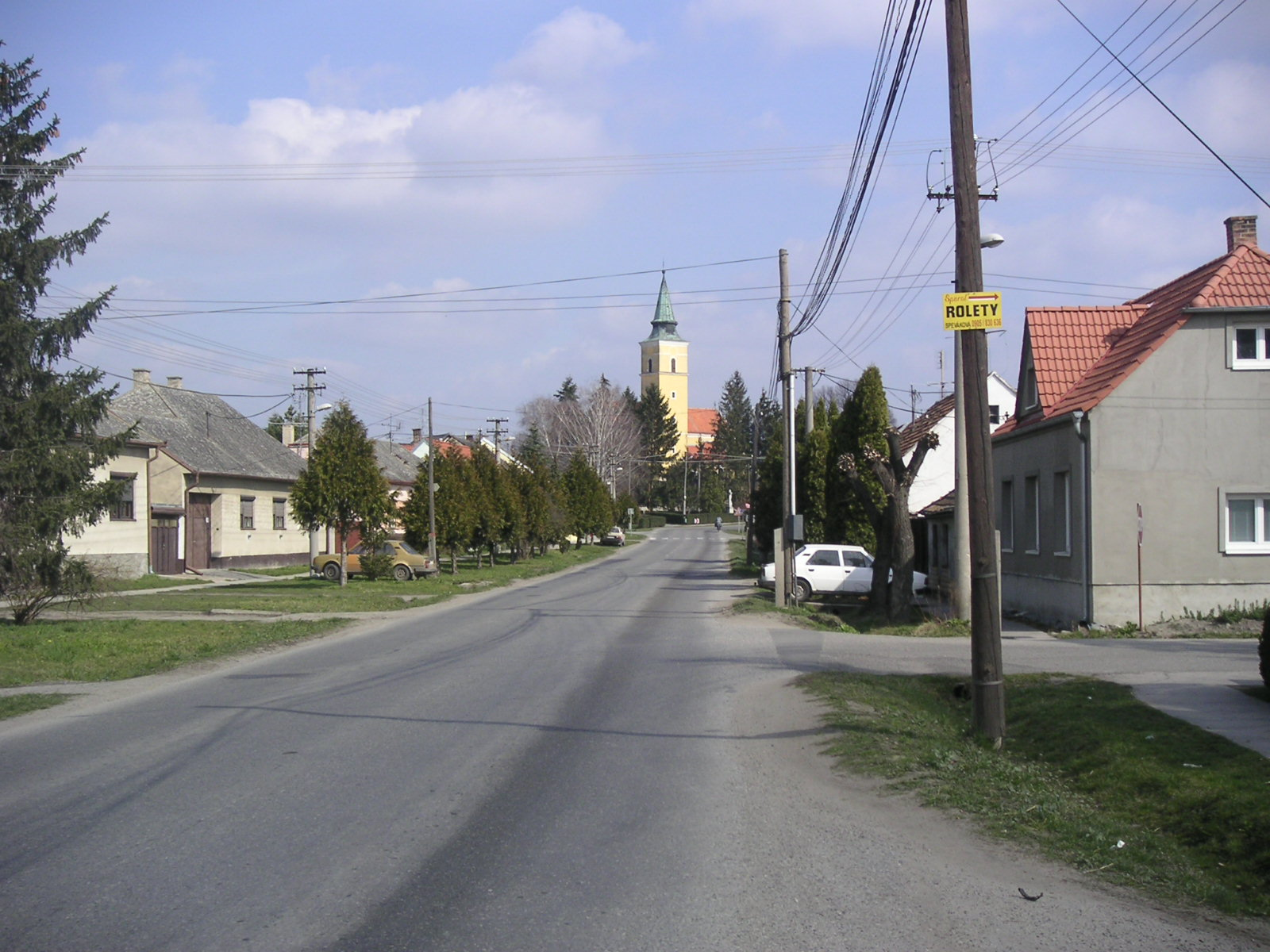
Straße und Kirche in Kostolište

Der Ort liegt in der Záhorská nížina (Záhorie-Tiefland) in der Záhorie und befindet sich nur 4 km westlich der Stadt Malacky.

## Geschichte
Im Katastralgebiet der heutigen Gemeinde entstand kurzzeitig am Ende des 4. Jahrhunderts eine römisch-barbarische Siedlung. Kostolište wurde zum ersten Mal in einer Urkunde aus dem Jahr 1271 als Kilpiruis erwähnt.

## Bevölkerung
| Jahr                | 1994 | 2004     | 2014     | 2024     |
| ------------------- | ---- | -------- | -------- | -------- |
| Anzahl der Personen | 853  | 1034     | 1340     | 2344     |
| Unterschied         |      | +21,21 % | +29,59 % | +74,92 % |

| Jahr                | 2023 | 2024    |
| ------------------- | ---- | ------- |
| Anzahl der Personen | 2259 | 2344    |
| Unterschied         |      | +3,76 % |

## Kultur
- Siehe auch: Liste der denkmalgeschützten Objekte in Kostolište

## Persönlichkeiten
- Martin Benka (1888–1971), slowakischer Maler